# Macrostylis galatheae
Macrostylis galatheae är en kräftdjursart som beskrevs av Wolff 1956. Macrostylis galatheae ingår i släktet Macrostylis och familjen Macrostylidae. Inga underarter finns listade i Catalogue of Life.